# Phorcus turbinatus
Phorcus turbinatus is een slakkensoort uit de familie van de Trochidae. De wetenschappelijke naam van de soort is voor het eerst geldig gepubliceerd in 1778 door Born als Trochus turbinatus.